# Curt Badinski
Curt Badinski, indicato talvolta come Kurt (Grebenstein, 17 maggio 1890 – Oldenburg, 27 febbraio 1966), è stato un generale tedesco della Wehrmacht durante la seconda guerra mondiale.

## Biografia
Il 15 gennaio 1910, Badinski entrò a far parte come aspirante ufficiale del 9º reggimento cacciatori dell'esercito imperiale tedesco. Venne promosso tenente il 16 giugno 1911 e venne impiegato come comandante di plotone.
Allo scoppio della prima guerra mondiale, venne trasferito in Belgio col suo battaglione dove prese parte alla cattura di Liegi ed alla battaglia di Mons. Dopo la battaglia di Gandelu gli venne conferita la croce di ferro di II classe e dopo la battaglia di Dompierre la croce di IV classe al merito militare bavarese. Il 10 febbraio 1915 Badinski venne promosso primo aiutante. Il 29 giugno 1915 venne ferito così gravemente da schegge di bomba che dovette essere trasportato all'ospedale di Saarburg. Dopo il suo recupero, fece inizialmente parte delle unità di riserva e quindi tornò al suo vecchio incarico di aiutante di battaglione dal 4 gennaio 1916. Badinski prese parte alla parata militare che si tenne davanti al castello di Bruxelles in occasione del compleanno dell'imperatore il 27 gennaio 1916. Venne insignito della Croce Anseatica di Amburgo. Da metà gennaio sino all'inizio di aprile del 1916, Badinski venne impiegato nel quartier generale della 302ª divisione di fanteria, ricevendo la croce di ferro di I classe e divenendo quindi comandante del 9º battaglione cacciatori. Venne quindi trasferito alla 22ª brigata di fanteria come aiutante. Da metà maggio ad agosto del 1918, Badinski completò il corso di leadership dell'Alto Comando dell'Esercito e divenne ufficiale di stato maggiore.
Dopo la fine della guerra passò al Reichswehr e fu comandante di compagnia in vari reggimenti. Durante la guerra scrisse una serie di poesie sul fronte che vennero successivamente raccolte e pubblicate tra il 1932 ed il 1933 in due volumi.
Durante la seconda guerra mondiale, venne posto al comando della 23ª divisione di fanteria, della 292ª divisione di fanteria, della 269ª divisione di fanteria e, dal novembre 1943, della 276ª divisione di fanteria con la quale venne impiegato nella Francia sudoccidentale.
Durante i combattimenti nella sacca di Falaise, Badinski venne fatto prigioniero dagli Alleati, dai quali fu rilasciato il 21 giugno 1947.